# 토리 허스크
토리 허스크(영어: Torri Huske, 영어 발음: /ˈtɔːriː ˈhʌsk/)로 알려진 빅토리아 허스크(영어: Victoria Huske, 영어 발음: /vɪkˈtɔː.ɹi.əː ˈhʌsk/, 2002년 12월 7일~)는 미국의 수영 선수로 주 종목은 자유형. 접영, 개인혼영이다. 올림픽에 2회 참가했고 2024년 하계 올림픽에서 여자 100m 접영 금메달을 포함한 금메달 3개와 은메달 2개를 획득했다.

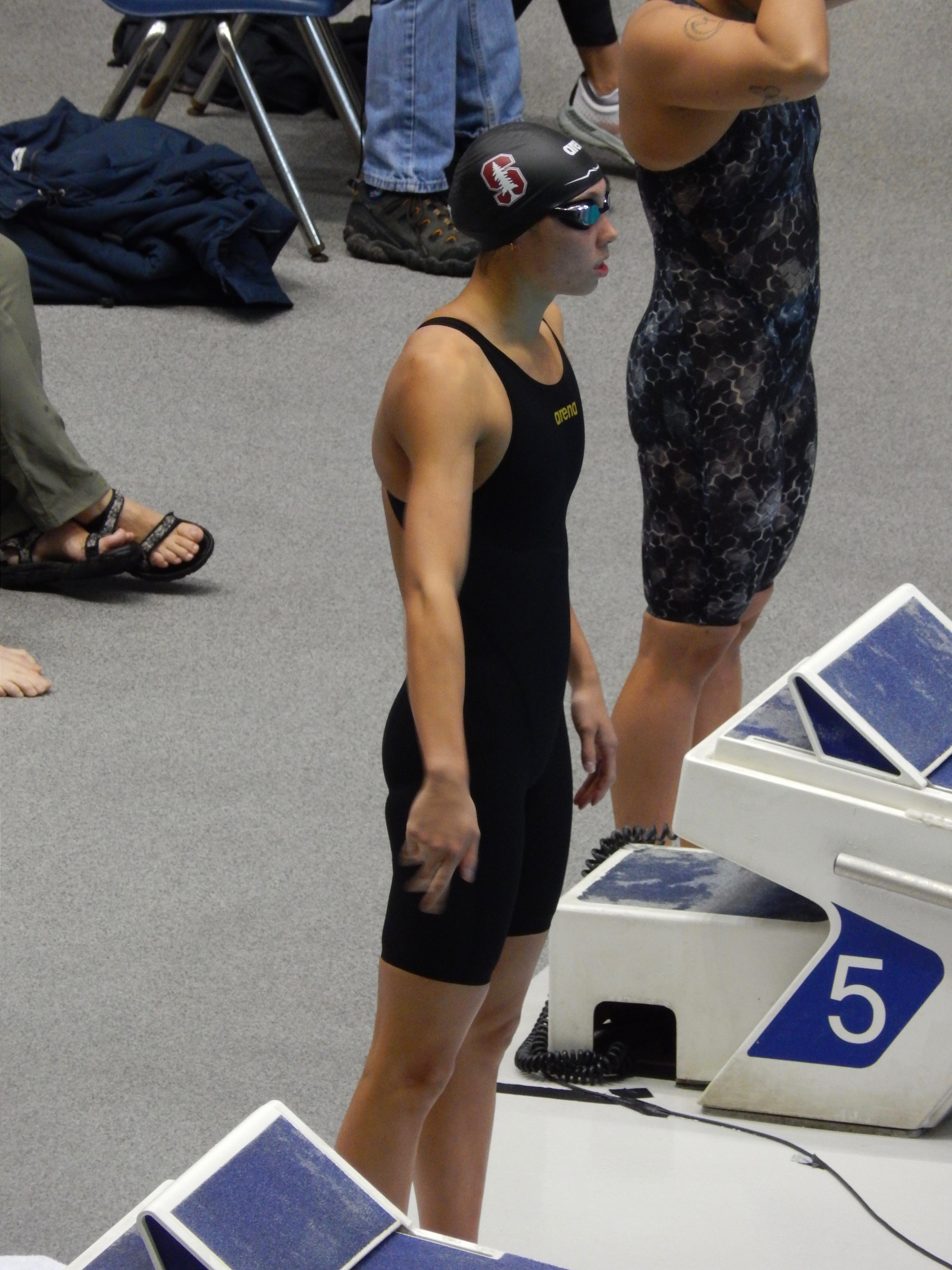
2023년 1팩-12 콘퍼런스 수영 대회 당시의 허스크